# Versailles 1685: Complotto alla corte del Re Sole
Versailles 1685: Complotto alla corte del Re Sole (Versailles 1685 : Complot à la cour du Roi Soleil) è un videogioco d'avventura sviluppato dalla Cryo Interactive e dalla Canal + Multimedia e pubblicato grazie alla collaborazione della Réunion des Musées Nationaux. Come indica il titolo, il gioco si svolge nel 1685 alla Reggia di Versailles. Il giocatore ha modo di percorrere le stanze e i giardini del castello al fine di svelare un complotto alla vita di Luigi XIV.

## Trama

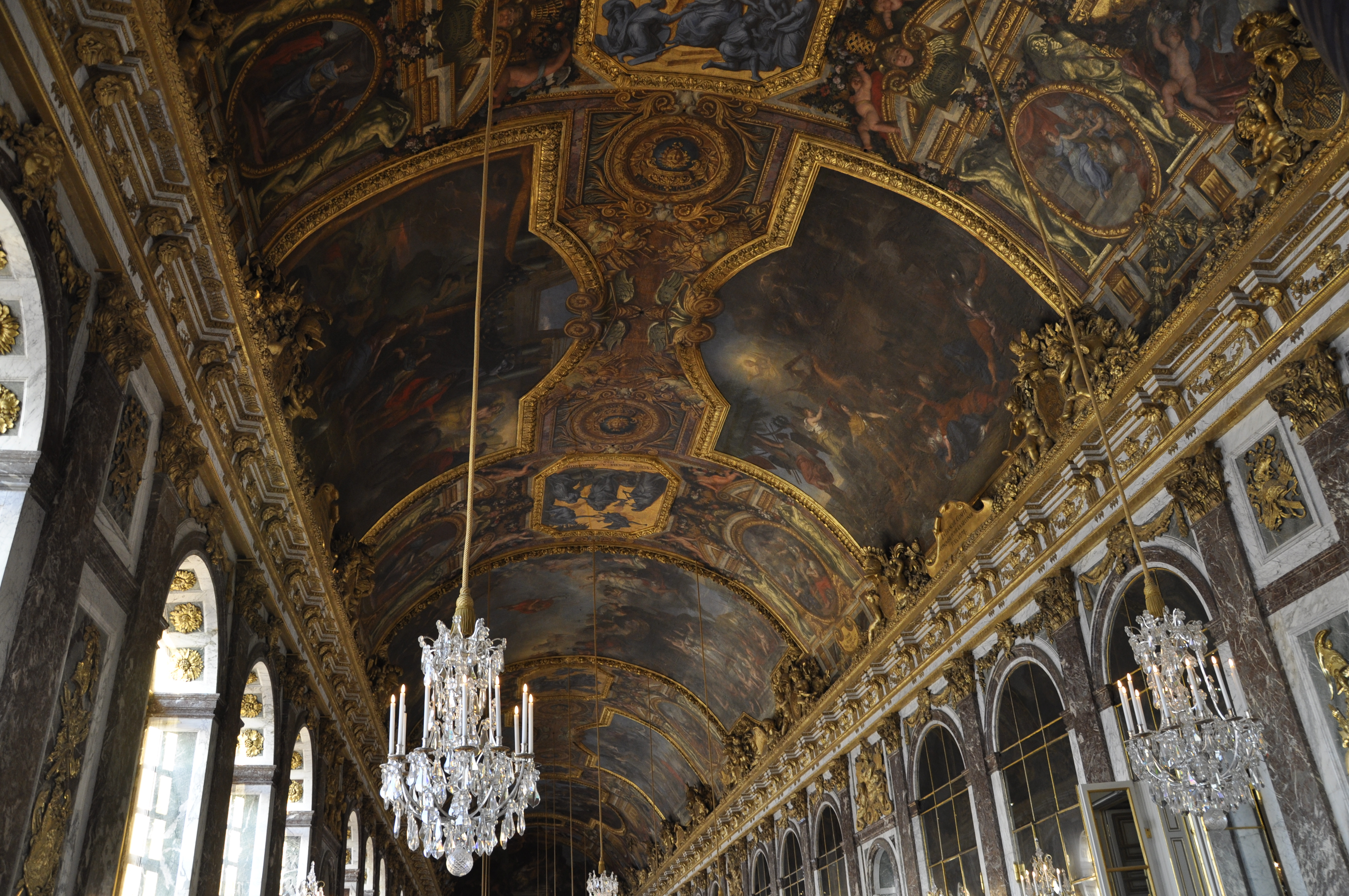
Le decorazioni del soffitto della Galleria degli Specchi daranno indizi utili a Lalande.

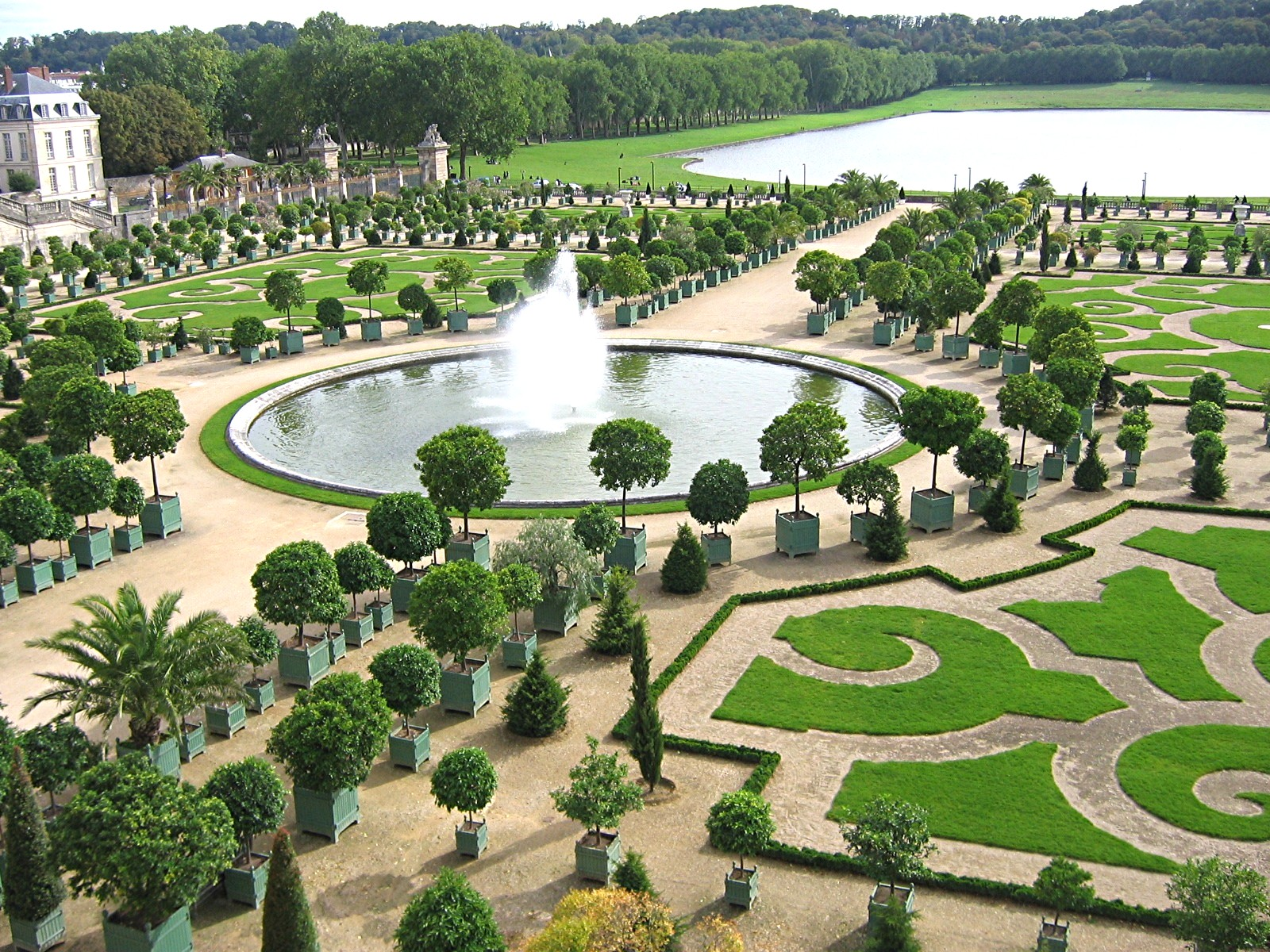
L'aranceto è parte dei giardini, lo scenario dell'atto VI.

Siamo al 21 giugno 1685, il giorno del solstizio d'estate ed Alexandre Bontemps, primo valletto di stanza del re, incarica il giovane valletto Lalande di condurre un'indagine per scoprire chi stia minacciando il castello con pamphlets di dubbio gusto, il primo dei quali ha infatti apertamente sfidato il re Sole e tutti i suoi "pianeti" con un poema che sembra degno di un pazzo, e che si conclude con Le rane e Giove, titolo di una favola di Esopo.
Lo scenario del gioco è costruito in sette atti (Il risveglio del re, Dalla vestizione al consiglio, Dal consiglio alla messa, Il pranzo, Il re al lavoro, La passeggiata e Dalla cena al riposo); ognuno di essi inizia con un filmato introduttivo, si basa su una parte della giornata del re, e ruota attorno alle tre regole del teatro classico, ossia unità di tempo (un giorno), posto (Versailles) e azione (la trama).
Ricevuti i numerosi libelli, alcuni anche ritrovati dai vari personaggi secondari, Lalande riesce infine a trovare la soluzione visitando il labirinto nei giardini reali, detto "Boschetto di Esopo", dove scopre la presenza di un gran numero di fontane ispirate al tema delle favole dell'antico scrittore greco; visitatele tutte, alla fine si viene a scoprire la frase "Ai sovrani non è dato raggiungere la perfezione" pronunciata da Luigi XIV alla sua morte il 1º settembre 1715. La sera stessa, il pamphlétaire si rivela essere un folle infiltratosi a corte come il marchese di Scaparella, il quale ha piazzato la bomba a palazzo, motivo per cui l'ultimo capitolo è cronometrato di cinque minuti entro i quali Lalande deve trovare l'ordigno. Una volta trovatolo, esso va disinnescato tramite le quattro chiavi trovate nel corso del gioco per poi comporre la frase ritrovata nell'ultimo pamphplet. Fermata la bomba, Lalande ottiene i complimenti di Bontemps e di Luigi XIV che gli offre il titolo di ambasciatore del re.

## Sistema di gioco
Versailles è un gioco dotato di una visione soggettiva da punti fissi a 360°. Il giocatore può quindi muovere col cursore o col mouse ed esplorare accuratamente gli ambienti come nella vita reale. È possibile interagire con la maggior parte dei personaggi cliccando su di essi quando il cursore si trasforma nella forma di una bocca e, talvolta, è possibile anche scegliere la risposta da dare. Altre volte è possibile ascoltare dei dialoghi senza partecipare ad essi quando il cursore si trasforma nella forma di un orecchio. È possibile accedere all'inventario dove il giocatore può interagire con gli oggetti in circostanze specifiche nelle diverse scene.
Il giocatore, inoltre, può in qualsiasi momento scoprire parte della storia di ogni stanza, luogo, personaggio o opera d'arte semplicemente avvicinandosi ad essa e cliccando sul punto di domanda.

## Produzione

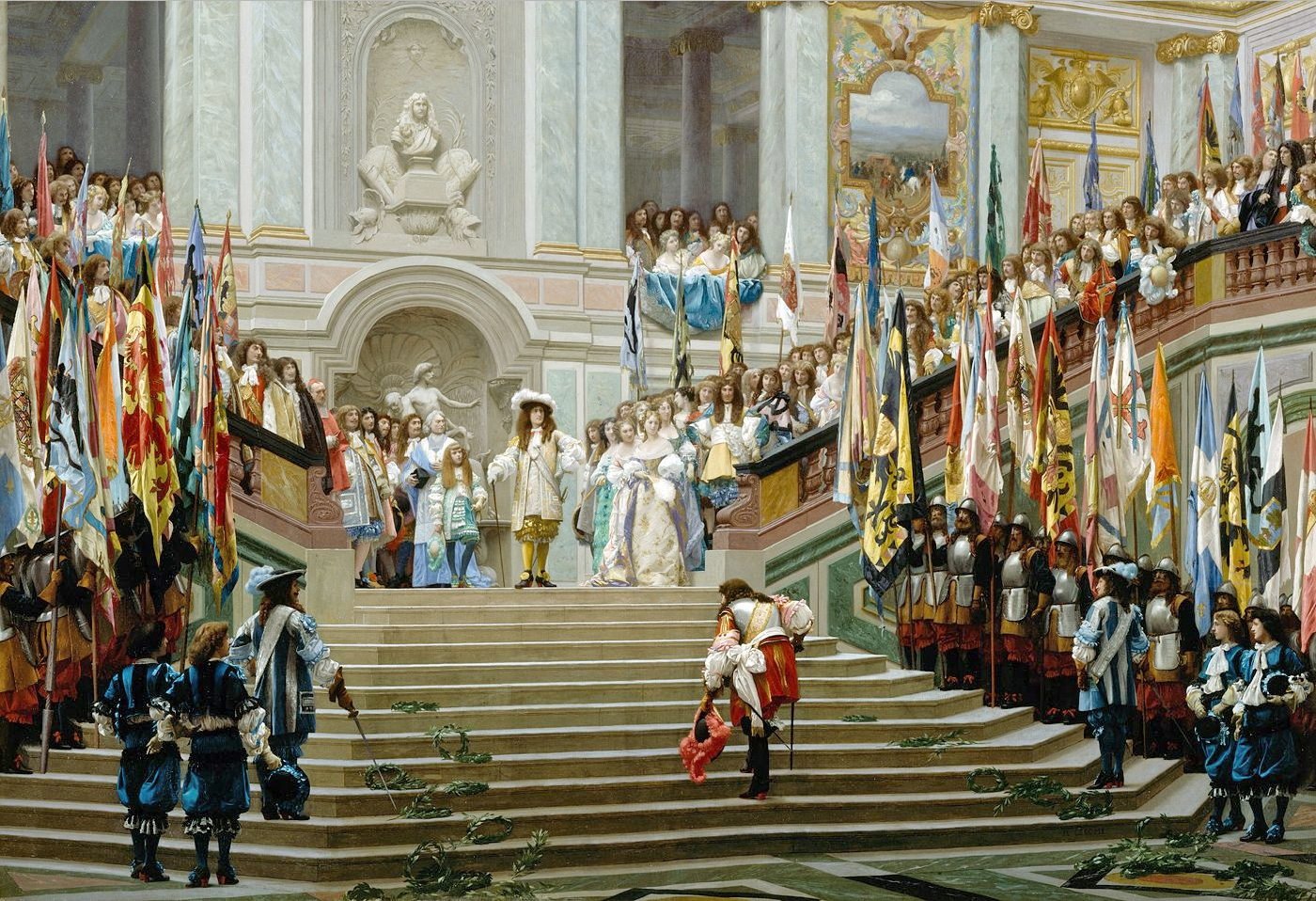
La produzione si avvalse anche di dipinti e documentazione d'epoca per ricostruire ambientazioni non più esistenti, come ad esempio lo Scalone degli Ambasciatori.

Una prima produzione del gioco ebbe inizio nel luglio del 1995 e fin dall'inizio la priorità essenziale venne affidata alla ricostruzione 3D dei locali della Reggia di Versailles. La Cryo dunque reclutò un giovane team di otto progettisti e due sviluppatori che, avvalendosi di planimetrie, incisioni e documenti d'epoca, modellarono ogni parte del castello. Anche l'arredamento delle stanze venne ricostruito sulla base di inventari storici conservati e alcune texture sono state ricostruite direttamente in situ dal fotografo Patrice Forsans. Per i tessuti e costumi ornamentali il team si è rivolto al Museo del Tessuto di Lione. I personaggi vennero realizzati sulla base delle fattezze dei ritratti d'epoca conservati a corte.
Sul finire del 1995 il team si dedicò alla ricostruzione degli ambienti presenti nel 1685 andati irrimediabilmente perduti, come la cappella originaria di Versailles o lo Scalone degli Ambasciatori. Il gioco venne completato nel marzo del 1996. I dialoghi interattivi, scritti da Antoine Lacroix, vennero interpretati da una serie di attori professionisti guidati da Jean-François Vlerick figlio di Mado Maurin e fratello di Patrick Dewaere. Il gioco prende la sua forma definitiva durante l'estate del 1996 quando il gioco viene perfezionato con l'aggiunta del fortunato sistema "punta e clicca" utilizzato in molti altri giochi successivamente.

## La colonna sonora

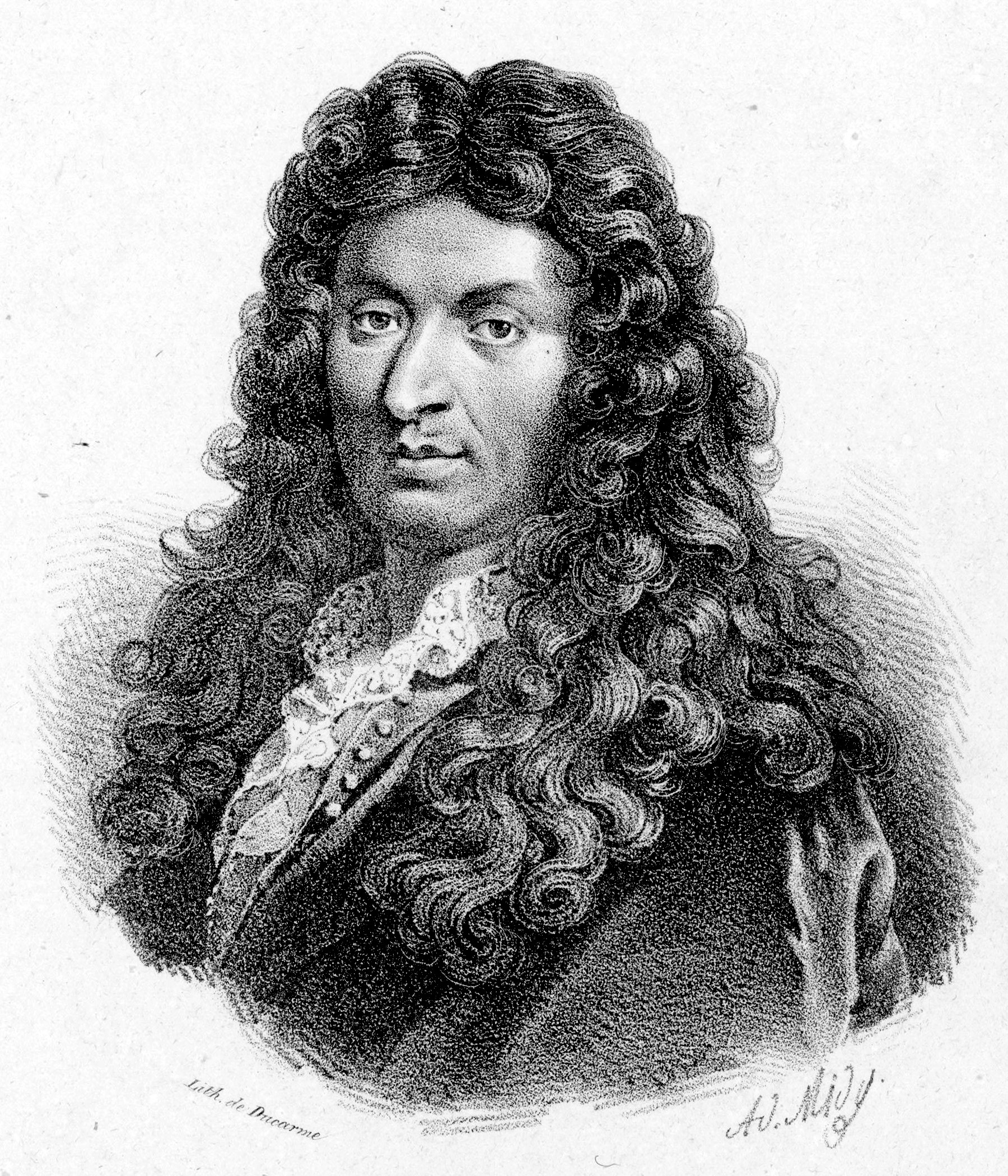
Jean-Baptiste Lully è il compositore da cui sono derivate la maggior parte delle musiche nel gioco.

La colonna sonora è uno dei pezzi forti del gioco. La musica d'epoca, infatti, contribuisce a ricreare l'atmosfera del Grand Siècle con brani estratti dalle opere di Jean-Baptiste Lully (Miserere e Te Deum) e da musiche per clavicembalo di François Couperin:
- Atto I: Il risveglio del re: Jean-Baptiste Lully, Miserere (sinfonia)
- Atto II: Dalla vestizione al consiglio: Jean-Baptiste Lully, Te Deum (In Te Domine speravi)
- Atto II: Dalla vestizione al consiglio: Pièces de théorbe de Sébastien Le Camus en sol majeur (coro)
- Atto III: Dal consiglio alla messa: Jean-Baptiste Lully, Te Deum (Dignare Domine)
- Atto IV: Il pranzo: Jean-Baptiste Lully, Te Deum (sinfonia)
- Atto V: Il re al lavoro: François Couperin, Quatre versets d'un motet composé de l'ordre du Roi (1703) (versetti 11° Tabescere me fecit e 12° Ignitum eloquim tuum)
- Atto V: Il re al lavoro: François Couperin, Sept versets d'un motet composé de l'ordre du Roi (1704) (versetto 13° Etenim Dominus)
- Atto VI: La passeggiata: Jean-Baptiste Lully, Te Deum (Patrem immensae majestatis)
- Atto VII: Dalla cena al riposo: Jean-Baptiste Lully, Miserere (Averte faciem tuam)
- L'incendio del castello: Jean-Baptiste Lully, Dies Irae (sinfonia)
- I fuochi d'artificio: Jean-Baptiste Lully, Plaude laetare Gallia (sinfonia)

## Doppiaggio
| Personaggio           | Doppiatore italiano   |
| --------------------- | --------------------- |
| Alexandre Bontemps    | Umberto Bortolani     |
| Re Luigi XIV          |                       |
| Jean Racine           | Massimo Antonio Rossi |
| Hardouin-Mansart      |                       |
| Charles le Brun       | Riccardo Rovatti      |
| Delfino Luigi         | Giuseppe Calvetti     |
| Luigi II di Borbone   | Gabriele Duma         |
| Cardinale di Bouillon | Lello Lombardi        |
| Marchesa di Montespan |                       |
| Principessa di Conti  | Grazia Verasani       |
| Jean-Baptiste Lully   | Gabriele Duma         |
| Marchese di Croissy   | Massimo Antonio Rossi |
| Filippo di Francia    | Umberto Bortolani     |
| Marchesa di Maintenon | Giuliana Nanni        |
| Marchese di Seignelay | Massimo Antonio Rossi |
| Duca di Duras         | Gabriele Duma         |
| Principe di Condé     | Massimo Antonio Rossi |
| Marchese di Louvios   | Massimo Antonio Rossi |
| Padre la Chaize       | Massimo Antonio Rossi |
| Voce narrante         | Gabriele Duma         |

Il protagonista Lalande è assente nella lista dei doppiatori, in quanto muto.

## Accoglienza

### Critiche
| Testata          | Versione | Giudizio |
| ---------------- | -------- | -------- |
| Adventure Gamers | PC       | 3,5/5    |
| CGSP             | PC       | 4/5      |
| CGW              | PC       | 2,5/5    |
| Multiplayer.it   | PC       | A        |

### Marketing
Il gioco venne commercializzato in Francia nell'autunno del 1996 e da subito riuscì a vendere 20 000 copie. Dalla sua uscita subito venne accolto positivamente dalla stampa: Laurent Katz di SVM, Florent Latrive di Libération e Daniel Schneiderman di Le Monde si dichiararono entusiasti del gioco, «ludo-culturale» come venne definito. Insieme a Tomb Raider e Myst, Versailles fu una delle migliori vendite del natale del 1996. Negli Stati Uniti venne distribuito dalla Interplay nel 1997 ed in Germania dalla Ravensburger. In due anni venne tradotto anche in cinese, e poi in italiano nel 1999; in quello stesso anno il gioco aveva venduto in tutto 250 000 copie tra MacOS e Microsoft Windows e 60 000 per PlayStation.

### Sequel
Il gioco ebbe anche un sequel: Versailles II: Il testamento del re.